# Niort
|  | Per a altres significats, vegeu «Niòrt». |

Niort és un comuna francesa al departament de Deux-Sèvres a la regió de la Nova Aquitània. L'any 2006 tenia 59.346 habitants.

## Personatges il·lustres
- Mathias Énard (1972), escriptor i traductor.
- Jean-Baptiste-Edouard Montaubry (1824-1883) director d'orquestra i compositor.